# Gray Davis
Gray Davis właściwie: Joseph Graham Davis Jr. (ur. 26 grudnia 1942 w Nowym Jorku) – amerykański polityk, 37. gubernator stanu Kalifornia.
Weteran wojny w Wietnamie, był obecny w kalifornijskiej polityce od 1974 r. Po raz pierwszy wybrany na stanowisko gubernatora w 1998 r., ponownie wygrał wybory w listopadzie 2002 r. i był przez długi czas uważany za czołowego kandydata Partii Demokratycznej na stanowisko prezydenta Stanów Zjednoczonych. Jednak kryzys energetyczny w Kalifornii w latach 2000-2001, w trakcie którego konieczne były okresowe przerwy w dostawach energii elektrycznej dla mieszkańców, oraz deficyt budżetowy spowodowały znaczący spadek popularności. Po zebraniu odpowiedniej liczby podpisów, w niecały rok po wygraniu wyborów, został jako drugi w historii Stanów Zjednoczonych i pierwszy w Kalifornii gubernator odwołany w trakcie kadencji w specjalnych wyborach, które odbyły się 7 października 2003 i w których za jego odwołaniem głosowało 55,4% wyborców.